# دعوا (فیلم ۲۰۱۱)
دعوا (به تامیلی: Osthe) فیلمی محصول سال ۲۰۱۱ و به کارگردانی دارانی است. در این فیلم بازیگرانی همچون سیلامباراسان، جیتان رامش، ریچا گانگوپادیای، سانتانام، سارانیا موهان، سنو سود، نثار، رواتهی ایفای نقش کرده‌اند.